# علی‌آباد پایین (سلسله)
علی‌آباد پایین روستایی در دهستان دوآب بخش مرکزی شهرستان سلسله استان لرستان ایران است.

## جمعیت
بر پایه سرشماری عمومی نفوس و مسکن در سال ۱۳۹۵ جمعیت این روستا ۱۰۲ نفر (۲۹خانوار) بوده‌است.